# Столкновение с будущим
«Столкновение с будущим» (англ. Future Shock) — фильм режиссёра Эрика Паркинсона, Мэтта Ривза и Олей Сэссона. Фантастическая комедия чёрного юмора состоит из трех новелл, объединенных одной темой.

## Сюжет
Герои коротких историй мучаются от навязчивых страхов, а врач-психиатр помогает им от них избавиться при помощи фантастического устройства, похожего на виртуальную реальность. Только больным кажется, что все, что они переживают, происходит на самом деле. В этом «сне» они преодолевают свои страхи, увеличенные вне всяких пропорций, так как вынуждены схватиться с ними не на жизнь, а на смерть.

## В ролях
- Мартин Коув
- Брайон Джеймс